# CSS Selma (1856)

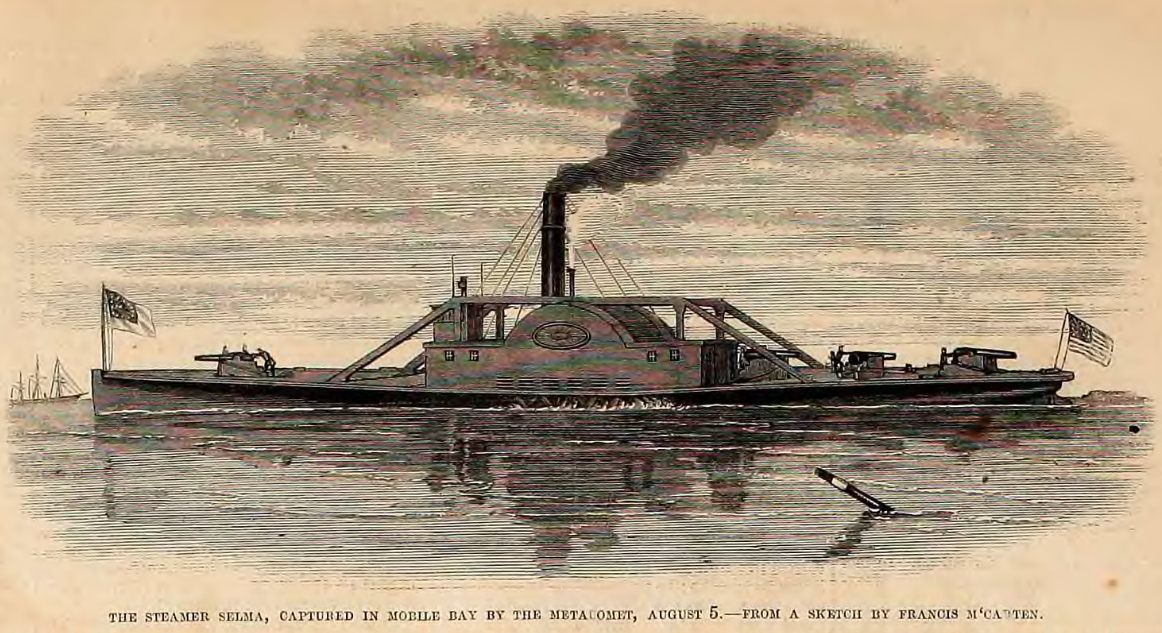
El CSS Selma en la bahía de Mobile luego de su captura por el USS Metacomet.

El CSS Selma (inicialmente llamado CSS Florida) fue un ironclad confederado.

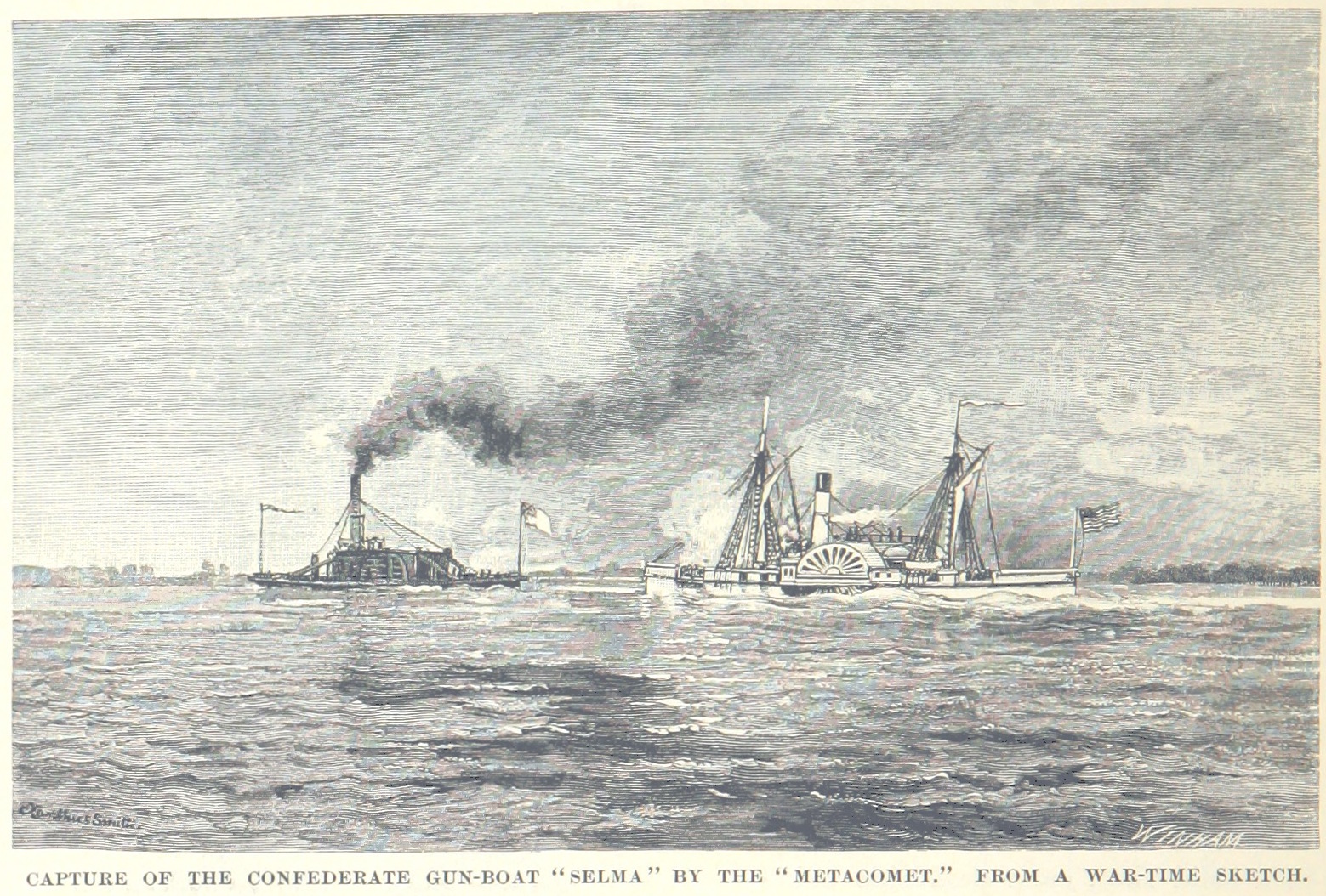
El USS Metacomet captura al CSS Selma durante la batalla de la bahía de Mobile

## CSSFlorida
Inicialmente el CSS Florida estuvo durante bastante tiempo bloqueado debido al bloqueo naval impuesto por la Unión en Mobile. Pero el 19 de octubre consiguió escapar de ese bloqueo.
Estuvo durante bastante tiempo desempeñando operaciones de apoyo a otros barcos. Durante este tiempo se le empezó a conocer en las filas confederadas como "el rebelde negro a vapor" (originalmente en inglés: "the black rebel steamer"), por ejemplo escoltando al CSS Pamlico.

## CSSSelma
Fue renombrado como CSS Selma en julio de 1862, debido a la construcción del crucero CSS Florida. El teniente Peter U. Murphey asumió el mando. El 5 de febrero de 1863 se hundió a una pequeña profundidad debido a unas malas maniobras, pero el 13 de febrero ya estaba reparado.

### Batalla de la bahía de Mobile
Durante esta batalla, el CSS Selma fue capturado por los unionistas, quienes lo usarían durante el último año de guerra contra los confederados.